# Barlassina
Barlassina is een gemeente in de Italiaanse provincie Monza e Brianza (regio Lombardije) en telt 6231 inwoners (31-12-2004). De oppervlakte bedraagt 2,9 km², de bevolkingsdichtheid is 2964 inwoners per km².

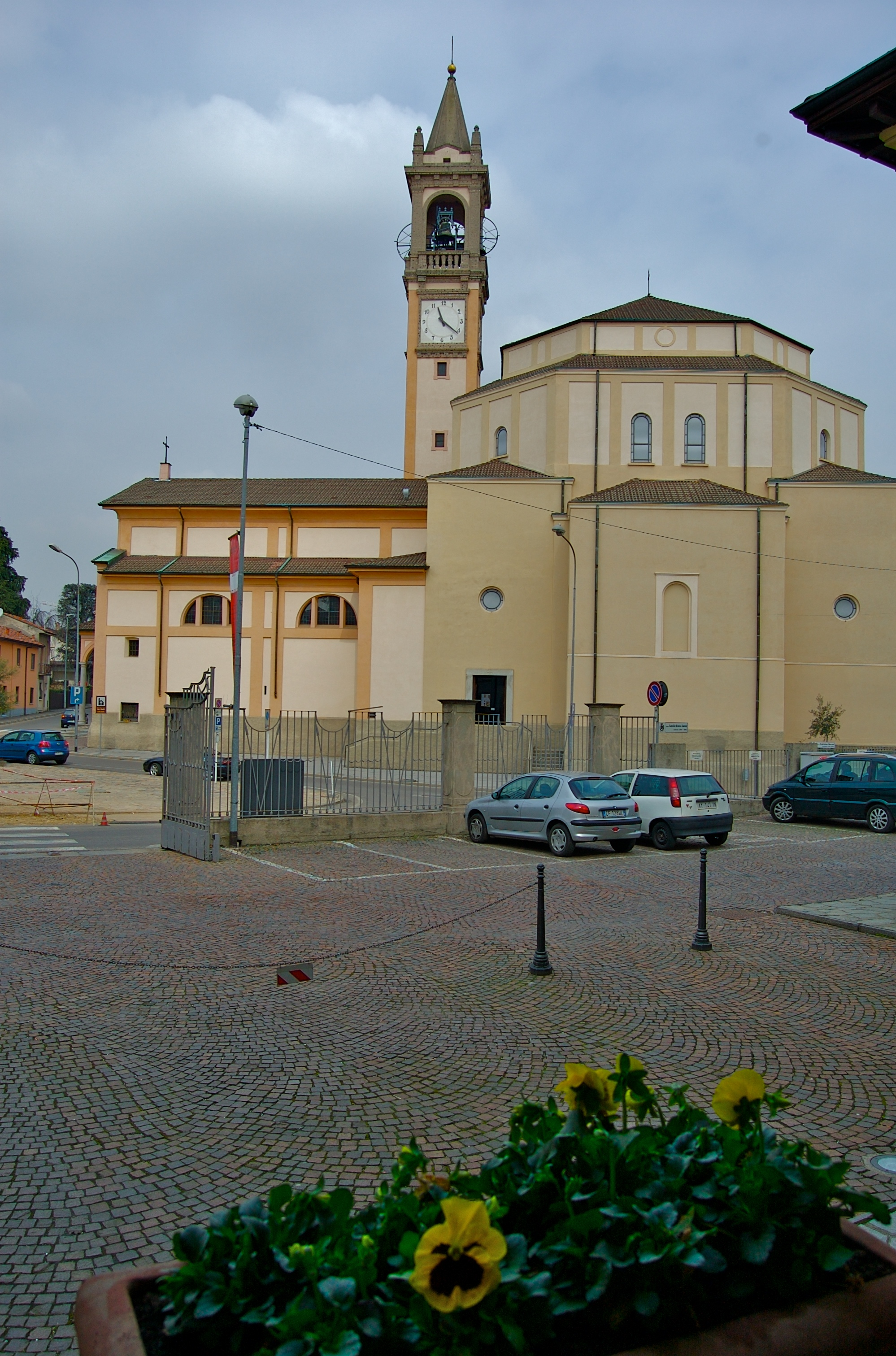
Parochiekerk San Giulio
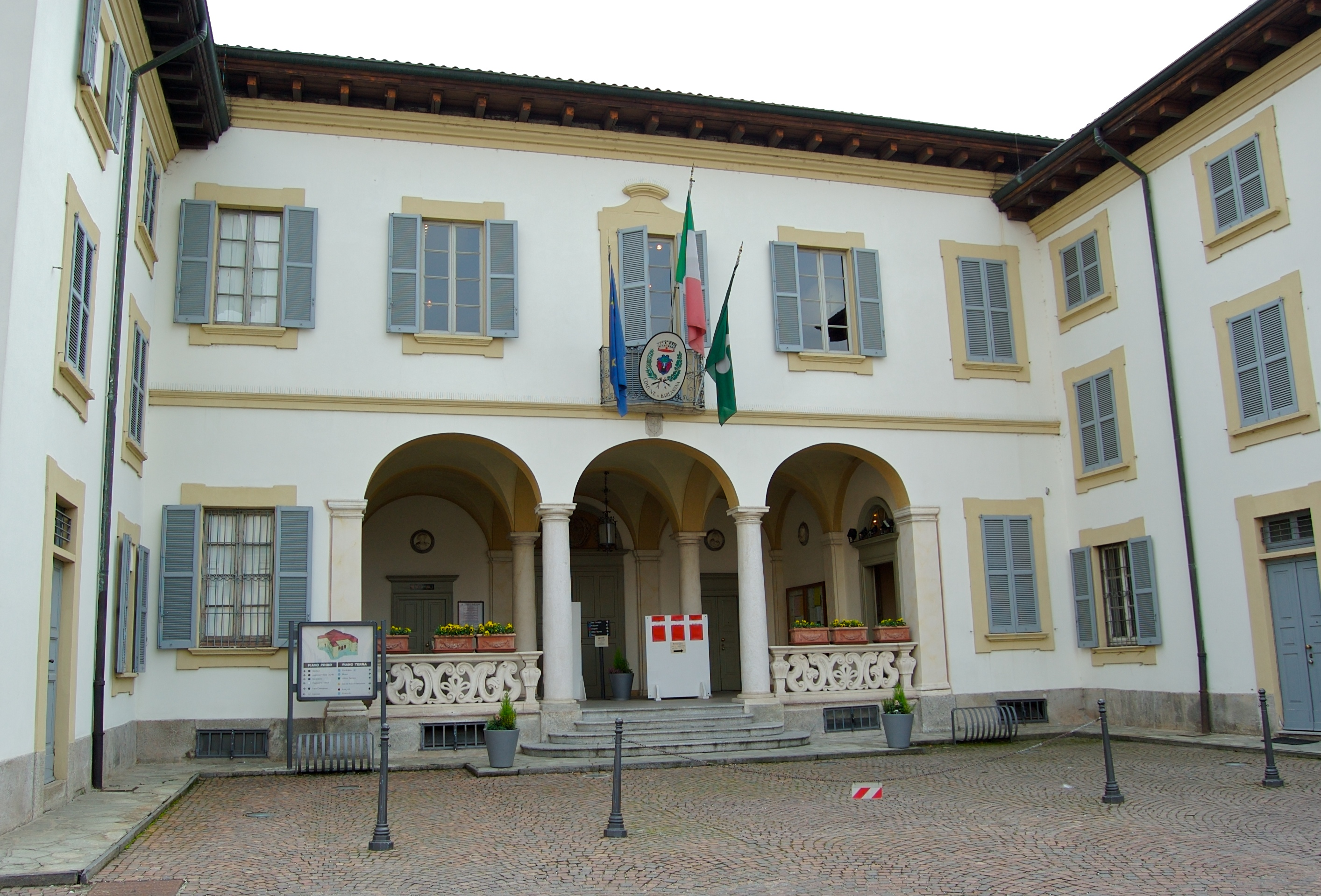
Gemeentehuis

## Demografie
Barlassina telt ongeveer 2497 huishoudens. Het aantal inwoners steeg in de periode 1991-2001 met 3,2% volgens cijfers uit de tienjaarlijkse volkstellingen van ISTAT.
| Jaar | Inwoneraantal |
| ---- | ------------- |
| 1991 | 5744          |
| 2001 | 5927          |

## Geografie
Barlassina grenst aan de volgende gemeenten: Lentate sul Seveso, Meda, Seveso, Cogliate.
Agrate Brianza · Aicurzio · Albiate · Arcore · Barlassina · Bellusco · Bernareggio · Besana in Brianza · Biassono · Bovisio-Masciago · Briosco · Brugherio · Burago di Molgora · Busnago · Camparada · Caponago · Carate Brianza · Carnate · Cavenago di Brianza · Ceriano Laghetto · Cesano Maderno · Cogliate · Concorezzo · Cornate d'Adda · Correzzana · Desio · Giussano · Lazzate · Lentate sul Seveso · Lesmo · Limbiate · Lissone · Macherio · Meda · Mezzago · Misinto · Monza · Muggiò · Nova Milanese · Ornago · Renate · Roncello · Ronco Briantino · Seregno · Seveso · Sovico · Sulbiate · Triuggio · Usmate Velate · Varedo · Vedano al Lambro · Veduggio con Colzano · Verano Brianza · Villasanta · Vimercate
1. ↑  https://demo.istat.it/?l=it.